# Персидские имена
Персидская именная формула до периода правления шаха Резы Пехлеви (1925—1941) была во многом похожа на арабскую. Иранцы не использовали фамилий, а использовали множество различных добавлений к личному имени, указывающих на географию (место рождения, проживания). Кроме того были распространены различные титулы и прозвища:
- Ага, перс. آقا‎ — господин.
- Дарвиш, перс. درويش‎ — суфистский богословский титул.
- Хаджи, перс. حاجى‎ — совершивший паломничество в Мекку.
- Карбалаи, перс. كربلايى‎ — совершивший паломничество в Кербелу или родившийся в Кербеле.
- Хан, перс. خان‎ — дворянский титул.
- Машхади, перс. مشهدى‎ — совершивший паломничество в Мешхед или родившийся в Мешхеде.
- Мир, перс. میر‎ — сейед.
- Мирза, перс. ميرزا‎ — образованный.
- Мулла, перс. ملا‎ — мусульманский богослов.
- Остад, перс. استاد‎ — учитель, мастер.
- Дженаб, перс. جناب‎ — вежливый титул наподобие «превосходительства».

Реза-шах последовал примеру Ататюрка и в начале своего правления обязал иранцев иметь фамилии.

## Список персидских имён
| Имя     | перс.  | Значение               |
| ------- | ------ | ---------------------- |
| Aзад    | آزاد   | свободный, независимый |
| Ардашир | اردشیر | благая весть           |
| Бейбут  |        | мир, мирный            |
| Дарьюш  | داریوش | обладающий благом      |
| Зульяр  |        | обладатель счастья     |
| Милад   | ميلاد  | рождение               |
| Форуг   | فروغ   | блеск, свет            |

| Имя     | перс.  | Значение                                              |
| ------- | ------ | ----------------------------------------------------- |
| Гульнар |        | цветочная, подобная цветку, цветок гранатового дерева |
| Нилуфар | نیلوفر | лилия, лотос, кувшинка                                |
| .       |        |                                                       |
| .       |        |                                                       |
| .       |        |                                                       |